# Yo (Inna)
YO è il sesto album in studio della cantante rumena Inna, pubblicato nel 2019 dalla Roc Nation e Global.

## Tracce
1. Ra (testo: Elena Alexandra Apostoleanu,Chiluiza)
2. Te Vas (testo: Apostoleanu)
3. Iguana (testo: Apostoleanu, Chiluiza)
4. La vida (testo: Apostoleanu, Chiluiza)
5. Locura (testo: Apostoleanu, Chiluiza)
6. Si mamà (testo: Apostoleanu, Chiluiza)
7. Sin Ti (testo: Apostolenau, Chiluiza)
8. Tu Manera (testo: Apostoleanu, Chiluiza)
9. Gitana (testo: Apostoleanu, Chiluiza)
10. Contigo (testo: Apostoleanu, Chiluiza)
11. Fuego (testo: Apostoleanu, Chiluiza)